# Alkalihalobacillus wakoensis
Alkalihalobacillus wakoensis es una bacteria grampositiva del género Alkalihalobacillus. Mide 1.75 µm de largo y 0.65 µm de ancho.